# Заатов Ісмет Аблятифович
Заатов Ісмет Аблятифович (рос. Заатов Исмет Аблятифович; нар. 5 серпня 1954, Чирчик, Ташкентська область, Узбецька РСР) — кримськотатарський культурно-громадський діяч, мистецтвознавець, кандидат мистецтвознавства. Заступник міністра культури Автономної Республіки Крим у 2002—2011 роках.

## Із життєпису
З 1969 року працює в культурній сфері. У 1976—79 роках — художній керівник вокально-інструментального ансамблю Чирчицького комбінату будівельних матеріалів. У 1980 році закінчив заочне відділення історичного факультету Ташкенського педагогічного інституту, спеціальність — історія та суспільствознавство. Від 1980 року — у Сімферополі. У 1989—91 роках заочно навчався на аспірантурі Інституті етнографії АН СРСР ім. Миклухо-Маклая та Ленінградському державному університеті ім. Плеханова. Засновник та учасник вокально-інструментальних ансамблів «Наргоз» (1983—88, грав на ударних інструментах), «Кара Дениз» (1988), «Крим» (1990).
У 1989 році заснував та став керівником першої кримськотатарської організації «Координаційний центр з відродження кримськотатарської культури». Тоді ж був першим працівником — кримським татарином в системі установ культури Криму. В 1990 році, за його участи, створено Республіканську кримськотатарську бібліотеку ім. Гаспринського. Засновник Республіканського кримськотатарського музею мистецтв (2000 рік), був президентом та автором ідеї створення міжнародних конкурсів-фестивалів «Східний Базар» (2004 рік) та «Джанкой» (2007 рік).

## Наукова діяльність
Досліджує мистецтво, історію, культуру та етногенез кримських татар. Має в доробку 6 монографій та понад 80 наукових статей з історії культури Криму. Статті, крім Росії та України, опубліковані в Німеччині, Польщі, Азербайджані, Туреччині та інших країнах.
У 2001 році, при НДІ Академії мистецтв Узбекистану здобув ступінь доктора філософії в арткритицизмі, в 2013 році — кандидата мистецтвознавства при Національній академії образотворчого мистецтва України.

## Нагороди та вшанування
- Почесний громадянин м. Силіфке[tr], Туреччина (2003).
- Лавреат міжнародних премій «За служіння культурі та мистецтву тюркського світу» 2005 року в Баку та «За внесок в розвиток культури та мистецтва тюркського світу» 2006 року в Анкарі.
- Нагороджений: подякою голови Ради міністрів АР Крим (2004), почесною грамотою голови Верховної Ради АР Крим (2005), медаллю міжнародної організації ТЮРКСОЙ (2013)[1].